# عبد العزيز صابر
عبد العزيز محمد صابر لاعب كرة قدم سعودي ، يلعب كلاعب وسط في نادي جدة.